# Каи, Томоми
Томоми Каи (яп. 甲斐智美 Каи Томоми, родилась 30 мая 1983) — японская профессиональная сёгистка, 4 женский дан. Ученица Макото Накахары 16-го пожизненного мэйдзина. Состоит в NSR.
Владеет титулом Дзёрю-ои сезона 2013 года, завоёванным у Каны Сатоми, которая при этом потеряла титул впервые в своей карьере.
Играть в сёги научилась в 7 лет, у своего отца — обозревателя и комментатора сёги Эйдзи Каи (яп. 甲斐栄次 Каи Эйдзи). В 1995 году поступила в Сёрэйкай; в 1997 году, в возрасте 13 лет, под руководством своего учителя Накахары получила статус профессиональной сёгистки.
24 октября 2013 года, в отборочном турнире мужского титула Ои сезона 2014 года, Томоми победила игрока лиги класса А, Коити Фукауру 9 дана (который владел этим титулом в 2007—2009 годы). Это первый в истории сёги случай, когда сёгистка обыграла игрока лиги А в официальной партии с длительным контролем времени.

## Разряды по сёги
- 1997: 2 женский кю
- 1998: 1 женский кю, 6 кю Сёрэйкай
- 2003: 1 женский дан, 2 кю Сёрэйкай
- 2006: 2 женский дан
- 2010: 3 женский дан (за завоевание титула Дзёо)
- 2011: 4 женский дан (за завоевание трёх титулов)
- 2014: 5 женский дан (за завоевание семи титулов)[4]

## Титулы
| Титул         | Сезоны завоеваний    | Число титулов |
| ------------- | -------------------- | ------------- |
| Дзёо          | 2010                 | 1             |
| Дзёрю-ои      | 2010—2011, 2013—2014 | 4             |
| Курасики тока | 2013—2014            | 2             |

- Всего титулов: 7.
- Участий в финалах титульных матчей: 13
- Нетитульных побед в профессиональных турнирах: 2[5]